# سالم المري
سالم حميد المري، المدير عام ـمركز محمد بن راشد للفضاء منذ عام 2022.

## حياته المهنية
ساهم المري في إنشاء مؤسسة الإمارات للعلوم والتقنية المتقدمة في عام 2006، والتي أصبحت فيما بعد مركز محمد بن راشد للفضاء في عام 2015، وتولى فيها منصب مساعد المدير العام للشؤون العلمية والتقنية ومدير إدارة برنامج الفضاء، كما لعب دورًا في الإشراف على المهمة الفضائية لدولة الإمارات، "طموح زايد". ومن ثم تم تعيينه نائباً لمدير عام مركز محمد بن راشد للفضاء عام 2021، قبل أن يتم تعيينه عام 2022 مديراً عاماً للمركز.
أشرف المري على عدد من البرامج والمشاريع في إطار برنامج الإمارات الوطني للفضاء، بما في ذلك برنامج المريخ 2117، ومهمة الإمارات لاستكشاف المريخ، وبرنامج الإمارات لرواد الفضاء، وبرنامج الإمارات للأقمار الصناعية، ومشروع الإمارات لاستكشاف القمر.
شغل سالم منصب رئيس فريق العطاءات، الذي فاز بحقوق استضافة المؤتمر الدولي للملاحة الفضائية في دبي، وكان أيضاً رئيس اللجنة المنظمة لهذا الحدث العالمي الذي أقيم لأول مرة في دولة عربية عام 2021.
تم انتخابه كأول عضو من دولة الإمارات العربية المتحدة في الأكاديمية الدولية للملاحة الفضائية.

## تكريمات
في عام 2014، تم منح سالم المري جائزة رواد الإمارات، وذلك لدوره البارز في تطوير وإطلاق الأقمار الاصطناعية بنجاح. هذه الجائزة تكرم الإنجازات المتميزة التي حققها الإماراتيون في مجالات تخصصهم.